# Yeovil Town FC
Yeovil Town FC är en engelsk professionell fotbollsklubb i Yeovil, grundad 1895. Hemmamatcherna spelas på Huish Park. Smeknamnet är The Glovers. Klubben spelar sedan säsongen 2019/2020 i National League.

## Historia
Klubben grundades 1895 under namnet Yeovil Casuals FC. Under de första åren spelade klubben i olika lokala och regionala ligor såsom Somerset Senior League, Dorset District League och Wiltshire League, ofta i två av dessa samtidigt vilket inte var ovanligt på den tiden. 1907 bytte klubben namn till Yeovil Town FC.
Efter första världskriget slogs klubben samman med Petters United FC och fick namnet Yeovil & Petters United FC. Samtidigt började man spela i Western Football League, i dess Division Two. Trots en femteplats flyttades klubben upp till Division One. Två säsonger senare vann man ligan för första gången. Nästföljande säsong, 1922/23, fick man plats även i Southern Football League och man blev mästare av den ligans Western Section säsongen 1923/24. Säsongen efter det vann man Western Football League för andra gången och fem år senare för tredje gången. 1931/32 vann Yeovil & Petters United Southern Football Leagues Western Section för andra gången och tre säsonger senare lyckades man vinna både Southern Football Leagues Western Section för tredje gången och Western Football League för fjärde gången.
När spelet återupptogs efter andra världskriget bytte klubben namn till Yeovil Town FC. Man slutade samtidigt att spela i Western Football League utan koncentrerade sig helt på Southern Football League. Man vann den ligans cup 1948/49 och samma säsong fick man nationell uppmärksamhet när man gick till femte omgången (åttondelsfinal) i FA-cupen. I fjärde omgången slog man ut Sunderland, som då spelade i den högsta divisionen First Division, hemma med 2–1 inför över 17 000 åskådare, men i femte omgången föll man mot Manchester United borta med 0–8.

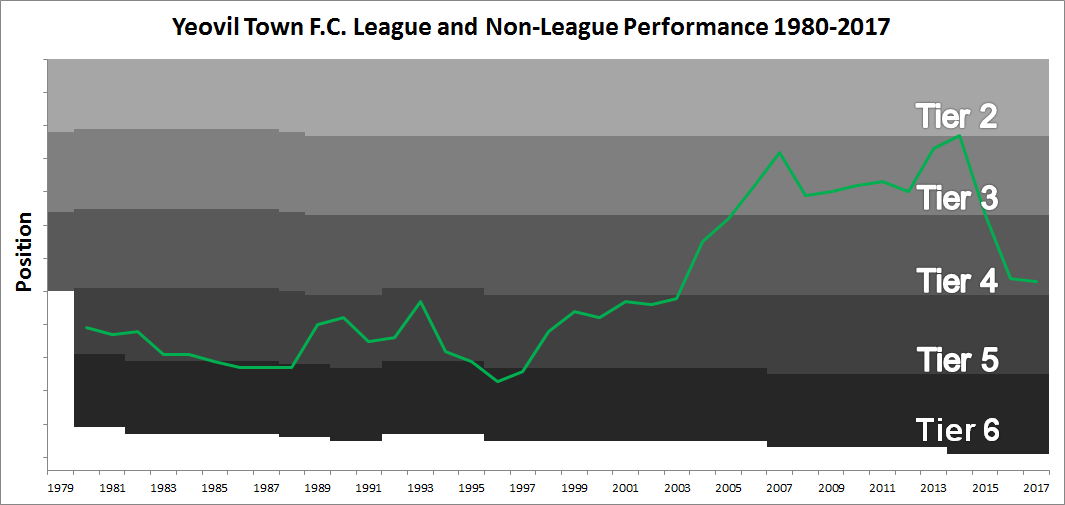
Klubbens ligaplaceringar från och med 1980.

Under de följande åren vann Yeovil Town Southern Football League 1954/55, 1963/64 och 1970/71 samt ligans cup 1954/55, 1960/61 och 1965/66. Klubben försökte flera gånger att bli invald i The Football League, men fick nej varje gång även om det bara fattades några röster 1976. Tre år senare var klubben med och bildade Alliance Premier League, en ny nationell liga under The Football League. Man åkte ur den ligan efter 1984/85 års säsong ned till Isthmian League Premier Division, och det var första gången i klubbens historia som man blev nedflyttad. Sejouren i Isthmian League blev bara treårig då man vann ligan säsongen 1987/88 och kom tillbaka till Football Conference, som Alliance Premier League bytt namn till. Man vann den ligans cup 1989/90 och tre år senare blev man fyra i ligan, då klubbens högsta ligaplacering någonsin, men bara två säsonger senare åkte man ur ligan ned till Isthmian League Premier Division, som man denna gång vann efter två säsonger.

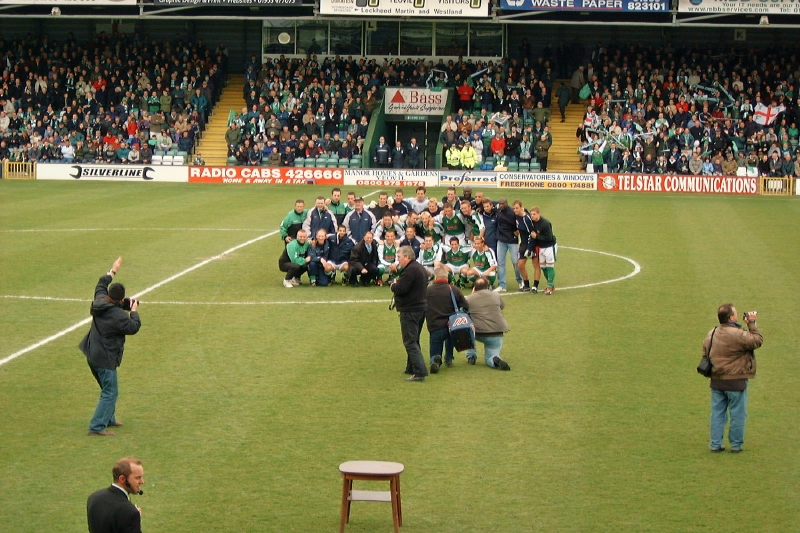
Klubben firar uppflyttningen till The Football League 2003.

Yeovil Town kom tvåa i Football Conference 2000/01 och vann FA Trophy nästföljande säsong efter finalvinst över Stevenage Borough med 2–0. Säsongen efter det, 2002/03, nådde klubben avancemang till The Football League efter 108 år i de lägre divisionerna (non-league football) efter att ha vunnit Football Conference med hela 17 poängs marginal.

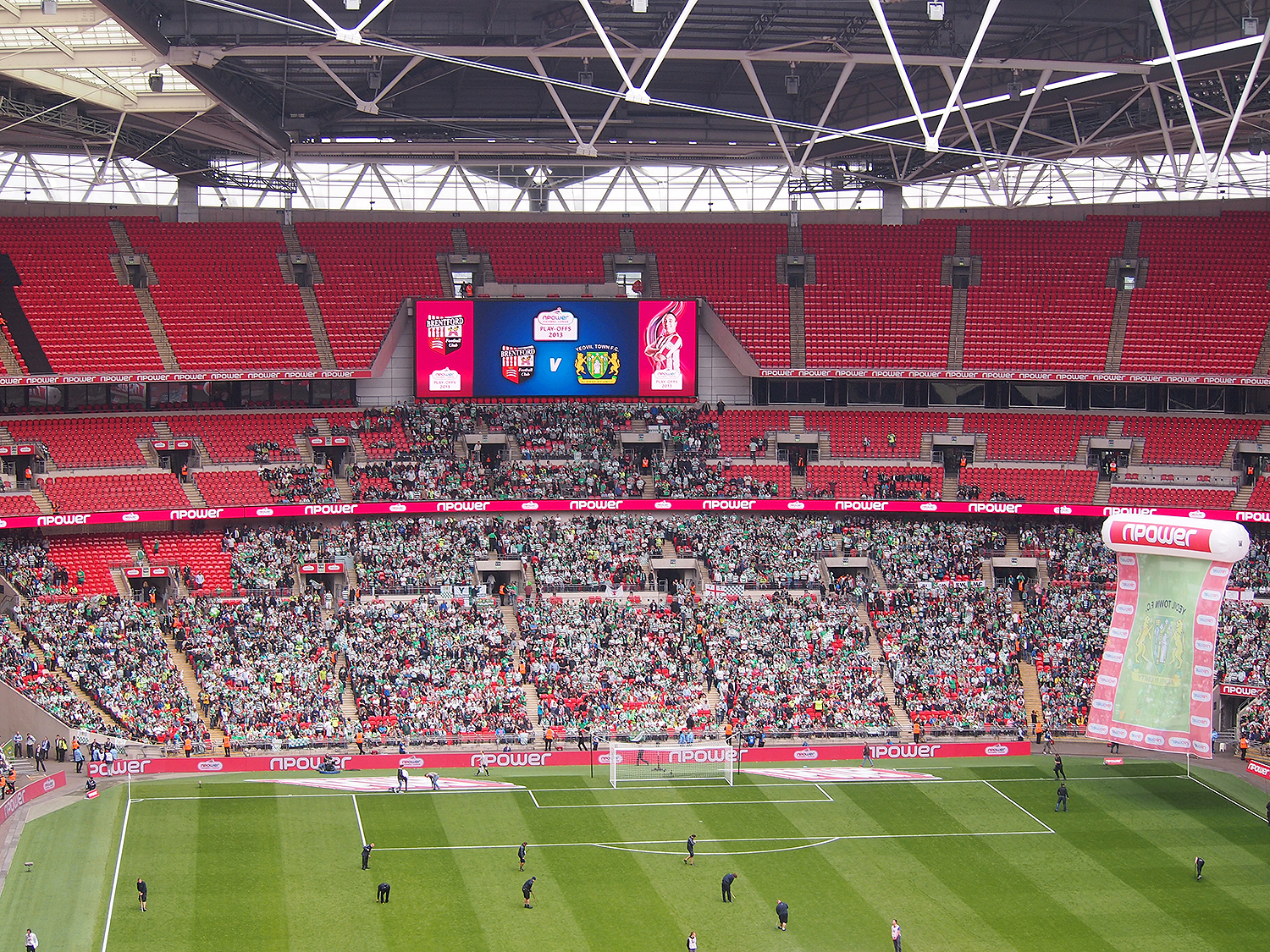
Yeovil Town-supportrar på Wembley inför playoffinalen till The Championship 2013, en match som klubben vann.

Debuten i Third Division säsongen 2003/04 slutade med en respektabel åttondeplats, men nästföljande säsong, då divisionen bytte namn till League Two, vann man den och flyttades upp till League One. Under klubbens andra säsong där kom man femma och fick spela playoff om en plats i The Championship. Man gick till final på Wembley, men förlorade med 0–2 mot Blackpool. De följande fem säsongerna hamnade klubben på den undre halvan av tabellen, men 2012/13 blev man fyra och fick spela playoff igen. Denna gång gick man hela vägen efter seger i finalen på Wembley mot Brentford med 2–1.
Yeovil Towns första säsong någonsin i den näst högsta divisionen 2013/14 slutade dock med en 24:e och sista plats och nedflyttning tillbaka till League One. Väl där kom man sist igen och åkte ned till League Two.

## Meriter

### Liga
- The Championship eller motsvarande (nivå 2): 24:a 2013/14 (högsta ligaplacering)
- League One eller motsvarande (nivå 3): Playoffvinnare 2012/13
- League Two eller motsvarande (nivå 4): Mästare 2004/05
- National League eller motsvarande (nivå 5): Mästare 2002/03
- Isthmian League Premier Division: Mästare 1987/88, 1996/97
- Southern Football League Premier Division: Mästare 1954/55, 1963/64, 1970/71
- Southern Football League Western Section: Mästare 1923/24, 1931/32, 1934/35
- Western Football League: Mästare 1921/22, 1924/25, 1929/30, 1934/35

### Cup
- FA-cupen: Femte omgången 1948/49
- FA Trophy: Mästare 2001/02
- Conference League Cup: Mästare 1989/90
- Isthmian League Cup: Mästare 1987/88
- Southern Football League Cup: Mästare 1948/49, 1954/55, 1960/61, 1965/66
- Somerset Premier Cup: Mästare 1912/13, 1929/30, 1930/31, 1932/33, 1934/35, 1937/38, 1938/39, 1949/50, 1950/51, 1953/54, 1954/55, 1955/56, 1956/57 (delad), 1961/62, 1962/63, 1964/65, 1968/69 (delad), 1972/73, 1975/76, 1978/79, 1996/97, 1997/98, 2004/05